# 나쓰노 다케시

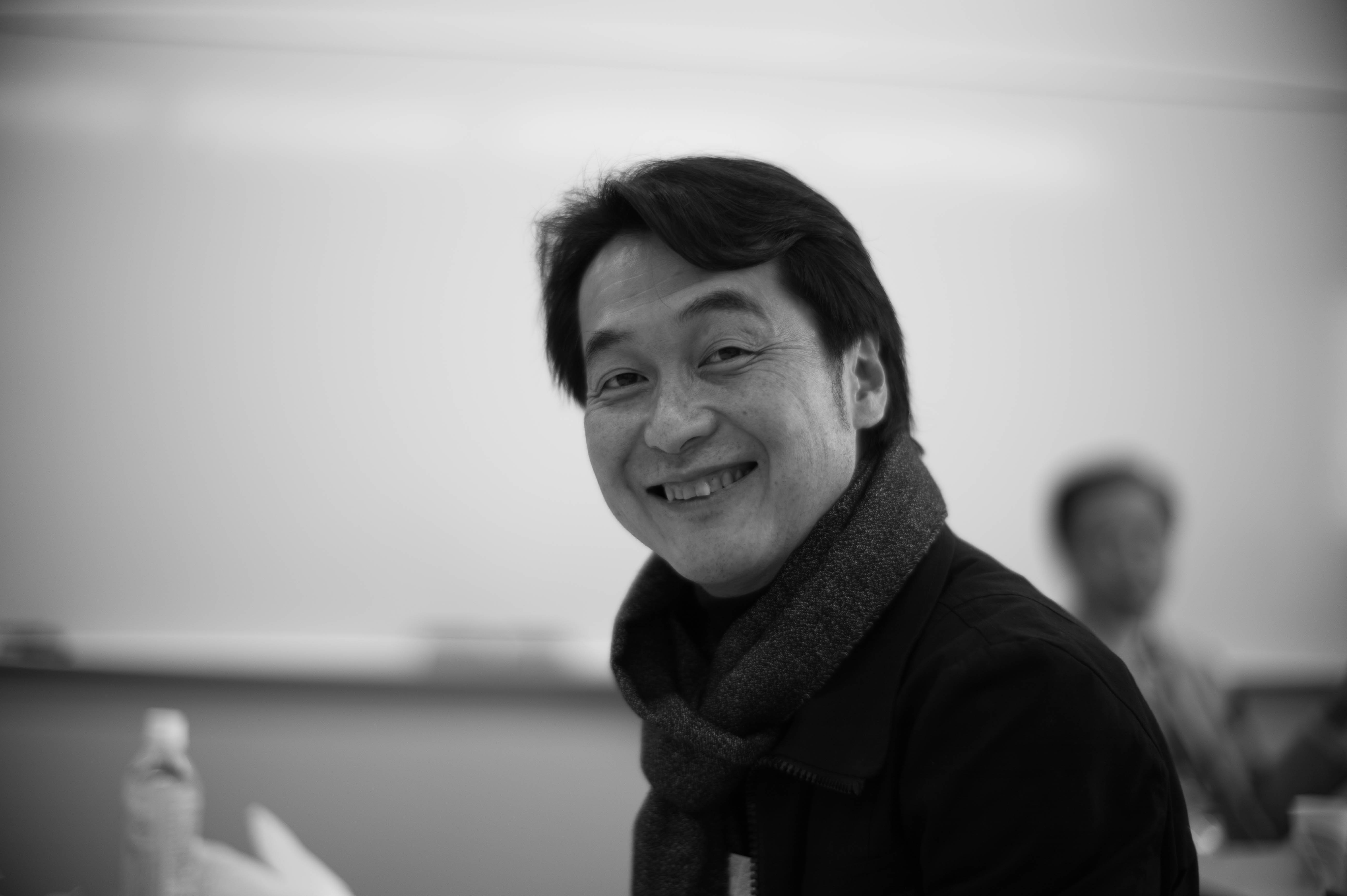
나쓰노 다케시 (2013년)

나쓰노 다케시 (夏野 剛, なつの たけし, 1965년 3월 17일~)은 일본의 기업가이다. 가도카와, 디완고, 피아의 이사로 있다. 또한 세가사미 홀딩스, 트랜스 코스모스, 글리, U-NEXT, 디엘이 등의 기업에서 사외이사를 역임하고 있다.
NTT 도코모에서 멀티미디어 서비스부 부장과 집행임원 등을 역임하였으며, 마쓰나가 마리 등과 함께 i-모드를 개발한 멤버로 일본 내에서는 유명하다. NTT 도코모를 퇴사한 이후에는 게이오 대학교 대학원 정책미디어 연구과 특별초빙교수이며 월드 와이드 웹 콘소시엄에서 아시아 출신으로는 처음으로 고문회의 의원으로 취임하였다.

## 생애

### 어린 시절
1965년 일본 가나가와현에서 태어났다. 도쿄 도립 이구사 고등학교 (<폭소문제>의 다나카 유지와 동급생)를 나왔으며 와세다 대학 정치경제학부 경제학과를 졸업한 이후 1988년 도쿄 가스에 입사하였다. 1993년 퇴사 후에는 미국으로 유학을 가서 펜실베이니아 대학교 와튼 스쿨 경영대학원에 들어갔으며 1995년 경영학 석사를 받고 같은해 일본으로 귀국하였다. 이후 일반적인 광고 모델과 차별화된 '다이렉트 마케팅 모델'을 도입한 ISP 지원시스템으로 일본 내에서 화제를 받았던 이타쿠라 유이치로의 주식회사 '하이퍼 넷'에서 '하이퍼시스템' 사업을 시작할 때 사외 인력으로 참여하고 이후 스스로 해외 전략 담당 부사장까지 맡았다.

### NTT 도코모
1997년 하이퍼 네트워크에 파산 결정이 내려지면서 마쓰나가 마리 등의 권유로 같은해 NTT 도코모에 전직하였고, i-모드 사업 개시에 종사하게 되었다.
i모드 이후에는 오사이프게타이 (모바일 결제)를 비롯한 도코모의 신규 사업을 기획, 실행하면서 타사와의 폭넓은 제휴를 추진하였다. 모바일 사업 관련 합작회사 등을 다수 설립하기도 했다. 모바일 광고분야에서는 덴츠, NTT아드와 '디투 커뮤니케이션' (D2C)를 설립하였고, 일본 맥도날드와는 마케팅 회사 'The JV'를 설립하였다. 2005년 6월 NTT 도코모의 집행임원 (2005년 5월 10일 신설직)에 취힘하였으며, 이사에 이어 NTT 그룹내에서는 이례적으로 승진되었다.
i모드 사업은 국제적으로도 주목받아, 미국의 <비즈니스 위크>는 2000년 1월 17일호에서 i모드에 관한 특집기사를 내었고 2001년 5월에는 '세계 비즈니스 리더 25인'으로 선정되었다. 2002년 5월에는 출신학교인 펜실베이니아 대학교 와튼스쿨에서 '와튼 인포 비즈니스 이노베이션 대상'의 '기술변화 리더' 부문상을 수상하였다.

### NTT 도코모 퇴사 이후
2008년 6월 NTT 도코모를 퇴사하였다. 이후 게이오 대학의 대학원에서 정책미디어연구과 특별초빙교수로 취임하였다. 같은달 세가사미 홀딩스, 피아, 트랜스 코스모스, NTT 리조넌트, SBI 홀딩스 등의 사외이사로 취임하였다. 7월 4일에는 디완고의 상근고문으로 취임하였고 12월 25일에는 이사 자리에 올랐다. 니코니코 동화의 흑자화담당 (黒字化担当)으로 활동하기도 했다.
2009년 HTML 표준화 기관인 월드 와이드 웹 콘소시엄 (W3C)의 고문회의위원으로 선출되었으며, 아시아 출신으로는 최초로 위원회에 나갔다. 2009년 9월 초에는 글리의 사외이사로 지명되었으며 2010년에는 정책 싱크탱크인 오키 종합연구소의 객원연구원이 되었다. 2011년에는 W3C 고문회의 위원 재선에 성공하였다.
2014년부터는 도쿄 올림픽·패럴림픽 경기대회 조직위원회에 참여하면서 미디어위원회 위원으로 활동하고 있다. 2017년부터는 2020년 도쿄 올림픽 대회 마스코트의 정기 검토회의 위원으로 있다.

## 저서

### 단독저서
- 夏野剛著『iモード・ストラテジー――世界はなぜ追いつけないか』日経BP企画 (2000년) ISBN 4931466281
- 夏野剛著『ア・ラ・iモード――iモード流ネット生態系戦略』日経BP企画 (2002년) ISBN 4931466710
- Takeshi Natsuno, i-mode strategy, trans. Ruth South McCreery, Wiley (2003). ISBN 0470851015
- 夏野剛著『ケータイの未来』다이아몬드샤 (2006년) ISBN 4478321221
- 夏野剛著『1兆円を稼いだ男の仕事術』고단샤 (2009년) ISBN 9784062155342
- 夏野剛著『グーグルに依存し、アマゾンを真似るバカ企業』겐도샤 (2009년) ISBN 9784344981355
- 夏野剛著『夏野流脱ガラパゴスの思考法』소프트뱅크 크리에이티브 (2010년) ISBN 9784797359145
- 夏野剛著『iPhone vs. アンドロイド――日本の最後の勝機を見逃すな!』아스키 미디어 웍스 (2011년) ISBN 9784048704342
- 夏野剛著『なぜ大企業が突然つぶれるのか――生き残るための「複雑系思考法」』PHP연구소 (2012년) ISBN 9784569806457
- 夏野剛著『「当たり前」の戦略思考』후소샤 (2014년)